# Monacanthus tuckeri
Monacanthus tuckeri es una especie de peces de la familia Monacanthidae en el orden de los Tetraodontiformes.

## Morfología
Pueden llegar alcanzar los 10 cm de longitud total.

## Alimentación
Come algas e invertebrados.

## Depredadores
Es depredado por la lampuga ( Coryphaena hippurus ).

## Hábitat
Es un pez de mar de clima subtropical y asociado a los  arrecifes de coral que vive entre 2-50 m de profundidad.

## Distribución geográfica
Se encuentra en el Atlántico occidental (desde Carolina del Norte - Estados Unidos - y Bermuda hasta las Antillas y el norte de Suramérica).

## Observaciones
Es inofensivo para los humanos.